# Eugenio Casparini
Eugenio Casparini (eigentlich Johann Eugen Caspar; * 14. Februar 1623 in Sorau, Niederlausitz; † 12. September 1706 in Wiesa im Queiskreis) war ein deutscher Orgelbauer, der viele Jahre in Italien wirkte. Ab 1694 wurde er als kaiserlicher Orgelbauer nach Wien berufen.

## Leben
Er erlernte bei seinem Vater Adam Casparini (1590–1665), der Mathematicus und Orgelbauer war, sein Handwerk, und wanderte, als er etwa 17 Jahre alt war, über Regensburg (wo er drei Jahre blieb) nach Italien aus. Zunächst war er in Görz tätig und trat zum katholischen Glauben über, was zu seiner Namensänderung führte. Danach wirkte er in Triest und Venedig, bis er nach Padua gelangte, um dort 28 Jahre lang zu arbeiten. Dort wurde am 29. Juli 1676 auch sein Sohn Adam Horatio geboren. Ab 1690 war er im Bistum Brixen tätig und um 1694 wurde er als kaiserlicher Orgelbauer nach Wien berufen. Dort errichtete er für die kaiserliche Kunstkammer ein Positiv von sechs Registern mit Pfeifen. 1697 kehrte er nach Schlesien zurück, wo er in Görlitz die Orgeln für die Pfarrkirche St. Peter und Paul sowie die katholische Pfarrkirche in Hirschberg schuf, die vermutlich von seinem Sohn vollendet wurde. Kurz vor seinem Tod soll er zum evangelischen Glauben zurückgekehrt sein.
Er gilt als der bedeutendste Orgelbauer der Dynastie Casparini und als Bindeglied zwischen italienischem und deutschem Orgelbau. Sein Enkel war Adam Gottlob Casparini.

## Nachgewiesene Arbeiten
Von Eugenio Casparini sind einige Arbeiten in Italien, Südtirol und Schlesien bekannt. Erhalten sind die Orgel in Padua, sowie Prospekte in Jelenia Góra (Hirschberg) und Görlitz (Sonnenorgel).
| Jahr      | Ort                       | Gebäude                         | Bild | Manuale | Register | Bemerkungen                                                                                                   |
| --------- | ------------------------- | ------------------------------- | ---- | ------- | -------- | --- |
| 1683      | Padua (Padova)            | St. Giustina                    |      | II/P    | 26       | erhalten |
| 1687      | Trient (Trento)           | Santa Maria Maggiore            |      |         |          | Wiederaufbau der Zimmermann-Orgel                                                                             |
| 1688      | Eppan                     | St. Pauli Bekehrung (St. Pauls) |      |         |          | Schwarzenbach- und Casparini-Orgel                                                                            |
| 1690      | Burgeis                   |                                 |      |         |          | |
| 1690      | Brixen                    | Dom                             |      |         |          | |
| 1693–1694 | Neustift (Vahrn)          | Kloster Neustift                |      |         |          | Chororgel |
| 1694      | Meran (Merano)            |                                 |      |         |          | |
| 1697      | Untermais bei Meran       |                                 |      |         |          | Wohl mit seinem Sohn Adam Horatio Casparini.                                                                  |
| 1703      | Görlitz                   | St. Peter und Paul              |      | III/P   | 57       | Sonnenorgel, mit seinem Sohn, Prospekt und ein Register erhalten, Orgelwerk 1894 ersetzt durch Schlag & Söhne |
| 1706      | Hirschberg (Jelenia Góra) | Katholische Pfarrkirche         |      | III/P   | 43       | Nach seinen Plänen von seinem Sohn vollendet.                                                                 |